# Projekt MKUltra
Projekt MKUltra (eller MK-Ultra) var kodenavnet på et ulovligt menneskeligt forsøgsprogram designet og iværksat af det amerikanske Central Intelligence Agency (CIA). Forsøgene havde til formål at udvikle procedurer og identificere stoffer (såsom eksempelvis LSD), der kunne bruges i forhør og ville fremtvinge tilståelser gennem hjernevask og psykologisk tortur. MKUltra brugte forskellige metoder til at manipulere sine forsøgspersoners mentale tilstande og hjernefunktioner. Eksempelvis gav de i hemmelighed høje doser af psykoaktive stoffer (især LSD) og andre kemikalier til forskellige forsøgspersoner, ligesom de udsatte dem for elektrochok, hypnose, sensorisk afsavn, isolation, verbalt og seksuelt misbrug og andre former for tortur.
To andre CIA-programmer, Projekt Bluebird og Projekt Artichoke, som ligeledes havde med lægemiddelrelaterede forsøg at gøre, gik forud for MKUltra. Projekt MKUltra blev igangsat i 1953 og blev reduceret i omfang i henholdsvis 1964 og 1967 – mens programmet endeligt blev stoppet i 1973. Det blev organiseret gennem CIA's Office of Scientific Intelligence og koordineret med United States Army Biological Warfare Laboratories. Programmet involverede ulovlige aktiviteter, herunder brug af amerikanske og canadiske statsborgere som uvidende forsøgspersoner.  Projektet favnede bredt og udførte aktiviteter, under dække af forskning, på mere end 80 institutioner, heriblandt gymnasier, universiteter, hospitaler, fængsler og medicinalvirksomheder. CIA opererede ved hjælp af frontorganisationer, selvom nogle topembedsmænd ved disse institutioner var klar over CIA's involvering.
MKUltra blev først bragt til offentlighedens kendskab i 1975, som følge af den såkaldte Church Committee (en undersøgelseskomité nedsat af det Amerikanske senat) og Gerald Ford's kommission for CIA-aktiviteter i USA (også kendt som Rockefeller Commission). Efterforskningsindsatsen blev vanskeliggjort og hæmmet af den tidligere CIA-direktør Richard Helms' (CIA-direktør fra 1966-1973) ordre om, at alle MKUltra-dokumenter skulle destrueres i 1973; Church-komitéens og Rockefeller-kommissionens undersøgelser var afhængige af de vidneudsagn de havde fået fra direkte deltagere og et lille antal dokumenter, der overlevede Helms' ordre. I 1977 afslørede en "Freedom of Information Act"-anmodning 20.000 dokumenter relateret til MKUltra, hvilket førte til forskellige senatshøringer. Nogle overlevende oplysninger om MKUltra blev afklassificeret i juli 2001.

## Yderligere læsning
- Poisoner in Chief: Sidney Gottlieb og CIA Search for Mind Control, Henry Holt og Co., af Stephen Kinzer, 2019,ISBN 978-1250140432
- The Secret History of Fort Detrick, CIA's base for Mind Control Experiments, af Stephen Kinzer, Politico, 2019.
- 978-1937584924Potash, John L. (2015). Drugs as Weapons Against Us. Trine Day LLC. ISBN 978-1937584924.
- "U.S. Congress: The Select Committee to Study Governmental Operations with Respect to Intelligence Activities, Foreign and Military Intelligence (Church Committee report), report no. 94-755, 94th Cong., 2d Sess. (Washington, D.C.: GPO, 1976), 394".
- "U.S. Congress: The Select Committee to Study Governmental Operations with Respect to Intelligence Activities, Foreign and Military Intelligence (Church Committee report), report no. 94-755, 94th Cong., 2d Sess. (Washington, D.C.: GPO, 1976), 394".
- "The Search for the "Manchurian Candidate": The CIA and Mind Control: The Secret History of the Behavioral Sciences".
- Acid: The Secret History of LSD, af David Black, London: Vision, 1998,ISBN 1901250113 . Senere udgave findes.
- Acid Dreams: The Complete Social History of LSD: The CIA, the Sixties, and Beyond af Martin Lee og Bruce Shlain, New York: Grove Press, 1985,ISBN 0802130623
- The Agency: The Rise and Decline of the CIA, af John Ranelagh, pp. 208-10.
- 80 Greatest Conspiracies of All Time, af Jonathan Vankin og John Whalin, kapitel 1, "CIAcid Drop".
- In the Sleep Room: The Story of CIA Brainwashing Experiments in Canada, Anne Collins, Lester & Orpen Dennys (Toronto), 1988.
- Journey into Madness: The True Story of Secret CIA Mind Control and Medical Abuse, af Gordon Thomas, NY: Bantam, 1989,ISBN 0553284134
- Operation Mind Control: Our Secret Government's War Against Its Own People, af WH Bowart, New York: Dell, 1978,ISBN 0440167558
- The Men Who Stare at Goats, af Jon Ronson, Picador, 2004,ISBN 0330375482
- The Search for the Manchurian Candidate, af John Marks, WW Norton & Company Ltd, 1999,ISBN 0393307948
- Storming Heaven: LSD and The American Dream, af Jay Stevens, New York: Grove Press, 1987,ISBN 0802135870

## Eksterne links
- Stephen Kinzer – Chief Poisoner: Sidney Gottlieb og CIA Search for Mind Control, Watson Institute for International and Public Affairs, 2. oktober 2019
- Hele fire cd-rom sæt af CIA / MKUltra afklassificerede dokumenter udgivet af Central Intelligence Agency (CIA), billedformat, The Black Vault
- MKUltra Afklassificerede dokumenter, PDF-format
- USA's højesteret, CIA v. Sims, 471 US 159 (1985) 471 US 159 , Findlaw
- USA's højesteret, USA v. Stanley, 483 US 669 (1987) 483 US 669 , Findlaw
- Mind Control og MKULTRA af Richard G. Gall
- The Most Dangerous Game, der kan downloades 8 minutters dokumentar af uafhængige filmskabere GNN
- Resultaterne af kirkekomitéens høringer i 1973 om CIA-ugerligheder og Iran/Contra-høringerne i 1984
- XXVII. Test og brug af kemiske og biologiske midler af efterretningsfællesskabet
- Liste over MKULTRA Uklassificerede dokumenter inklusive delprojekter
- MK Ultra projekt Arkiveret 27. april 2023 hos  Wayback Machine